# Giambattista della Porta

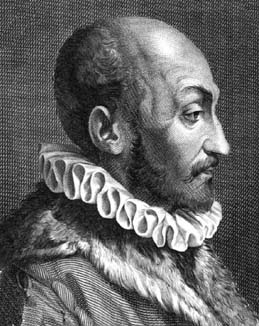
Giambattista della Porta

Giambattista Battista della Porta, född 1535 i Vico Equense, död 4 februari 1615 i Neapel, var en italiensk naturfilosof, naturvetare, och lärd. Han instiftade Academia Secretorum Naturae som är en av de äldsta kända moderna akademierna, och hans namn är förknippat med hans verk Magiae naturalis (Naturens magi).

## Biografi
Giambattista della Porta betraktades som ett underbarn. Han undervisades i hemmet och tidigt började han deltaga i vetenskapliga diskussioner. Eftersom han var förmögen kunde han ägna sitt liv åt vetenskapen och studier.
1558 gav han ut sitt stora populärvetenskapliga verk, Magiae naturalis sive de miraculis rerum naturalium, ursprungligen i fyra band. Han skulle emellertid revidera detta verk under sitt liv, och den upplaga som gavs ut 1584 utgjordes av tjugo band. Den var författad på latin, men översattes till flera språk och spreds i Europa. Verket sammanställer den vetenskap som var gällande då, vilken i hög grad var beroende av Aristoteles, Plinius den äldre och Theofrastos. Den beskriver della Portas naturvetenskapliga observationer om bland annat geologi, optik, botanik, magnetism, samt om kosmetika, osynlig skrift och krut. I en senare utgåva beskriver han en camera obscura bestående av en konvex lins, men det var inte han som uppfann den.
Della Porta instiftade Accademia Secretorum Naturae (Akademin för naturens hemligheter), som är en av de äldsta vetenskapsakademierna under modern tid som man känner till. Syftet var att samla till studier av naturen. Påven Paulus V ställde emellertid della Porta inför rätta efter att akademien anklagats för ockultism, och den stängdes av inkvisitionen.
Under sitt liv skrev della Porta många böcker om ett flertal ämnen. Med verket om fysiognomik De humana physiognomonia kom han att senare influera Johann Caspar Lavater (1741-1801), och han skrev verk om bland annat kryptografi, meteorologi, optik, kemi, samt ett uppslagsverk om jordbruk, vilka samtliga fick betydelse för vetenskapen. Dessutom skrev han komedier och tragedier. Bredden i hans kunskap har gjort att han ofta kallas renässansmänniska.
1610 blev han medlem av Accademia dei Lincei. Hans intresse för naturvetenskap ledde till att han under sitt liv skaffat sig en ansenlig samling exemplar från naturen, och odlade exotiska växter. Hans hem var välbesökt, och ett av världens äldsta naturhistoriska museer, som inspirerade jesuiten Athanasius Kircher att skapa ett liknande i Rom.